# Список персонажей Rurouni Kenshin
В аниме и манге «Rurouni Kenshin» присутствует большое количество разнообразных персонажей, созданных автором Нобухиро Вацуки. Действие всей серии происходит в Японии периода бакумацу и последующей реставрации Мэйдзи, однако повествование не является строго историческим и включает много вымышленных элементов. Серия рассказывает о приключениях миролюбивого бродячего воина Химуры Кэнсина и его друзей.
Химура Кэнсин, главный герой манги, в прошлом был наёмным убийцей по прозвищу хитоки́ри батто́сай (яп. 人斬り抜刀斎) на службе империалистов, боровшихся против сёгуната Токугава. Он сожалеет о совершённых убийствах и, чтобы искупить их, странствует по Японии, предлагая людям помощь и защиту. В начале повествования он выручает из беды Камию Каору, молодую хозяйку токийской школы фехтования; спасает от якудзы десятилетнего сироту Мёдзина Яхико; заводит дружбу с Сагарой Саносукэ, кулачным бойцом; и избавляет женщину-врача Такани Мэгуми от торговца опиумом, на которого она работала против воли. По мере развития истории Кэнсин устанавливает добрые отношения со многими людьми, обретая в их лице хороших друзей. Он также сталкивается с недругами, такими как Сайто Хадзимэ, бывший участник сёгунской полиции Синсэнгуми, Сисио Макото, планирующий свергнуть правительство Мэйдзи, и Юкисиро Эниси, желающий отомстить за смерть своей старшей сестры.
Критики и обозреватели положительно отзывались о персонажах «Rurouni Kenshin». Особого внимания рецензентов заслужил тот факт, что большинство героев имеют тщательно проработанные и правдоподобно выглядящие характеры и истории (в том числе и соответствующее трагическое прошлое), которые делают действия персонажей обоснованными и понятными. При этом даже так называемые отрицательные персонажи изображены так, что к ним трудно испытывать ненависть или антипатию, скорее создаётся впечатление, что они, будучи в душе неплохими, могли бы быть героями, однако по тем или иным причинам сражаются на другой стороне. Сам Вацуки признавался, что ему нелегко создавать полностью отрицательных персонажей, и при попытке сделать это в ходе работы над мангой он столкнулся с большими трудностями.

## История создания

Курогаса (вверху) имеет большое сходство с Гамбитом из «Людей Икс»

При создании персонажей Вацуки широко пользовался историческими материалами. Так, прототипом главного героя стал Каваками Гэнсай, реально существовавший самурай конца эпохи Эдо. Наибольшее число отсылок, однако, пришлось на участников Синсэнгуми, описания которых Вацуки использовал для создания многих значительных персонажей. Сайто Хадзимэ, например, являет собой сильно адаптированную версию реально существовавшего командира третьего подразделения Синсэнгуми; Сисио Макото основан на одном из первых руководителей по имени Сэридзава Камо; Сагара Саносукэ — на командире десятого подразделения Хараде Саносукэ; а командир первого подразделения Окита Содзи присутствует в манге сразу в двух «ипостасях»: себя самого в воспоминаниях Кэнсина и производного персонажа Сэты Содзиро в основном курсе повествования.
Что касается внешнего вида героев, то Вацуки упоминал о своём глубоком интересе к американским комиксам компании Marvel, таким как «Человек-паук» и «Люди Икс», и признавался, что использует их в качестве основы для создаваемых персонажей.
Наиболее ярким примером может служить второстепенный отрицательный герой Курогаса, которого Вацуки срисовал с мутанта Гамбита; впоследствии критики не преминули отметить сходство двух персонажей.
Помимо американских комиксов, автор пользовался японскими аниме- и манга-проектами: в их числе он упоминал «Евангелион», «Навсикаю из долины ветров», и особенно работы мангаки Такэси Обаты, у которого Вацуки одно время работал ассистентом.
Для заимствования дизайнов персонажей автор не пренебрегал и компьютерными играми, отметив файтинги как источник своего вдохновения.
Вацуки был убеждён, что нельзя постоянно рисовать симпатичных и миловидных персонажей, поскольку тогда читатели перестанут понимать, кого из них действительно следует считать красивым По этой причине автор всячески старался разнообразить свой стиль, создавая по возможности непривлекательных героев. Кроме того, Вацуки упоминал, что придумывать истории с участием своих героев ему значительно легче, чем потом их рисовать.
Вацуки нередко давал имена своим героям, основываясь на названиях городов в своей родной префектуре Ниигата. Например, в честь городов Уонума, Касивадзаки, Сандзё и Цубаме были названы слепой фехтовальщик Уонума Усуй, престарелый глава отряда ниндзя Касивадзаки Нэндзи (Окина) и подружка Яхико Сандзё Цубаме. Имена персонажей Вацуки записывал теми же иероглифами, что и названия городов.

## Основные персонажи

Большая часть основных персонажей (слева направо и сверху вниз): Сиро, Окон, Хико, Каору, Сайто, Саносукэ, Кэнсин, Куро, Омасу, Окина, Мисао, Яхико, Аоси, Сисио, Ходзи, Юми, Усуи, Тё, Фудзи, Иванбо, Содзиро, Каматари, Андзи, Хэнъя и Саидзути.

Главными героями серии «Rurouni Kenshin» являются Химура Кэнсин и группа его близких друзей, вместе проходящих большое количество испытаний. Имена персонажей в статье приведены в традиционном японском порядке, где фамилия стоит перед личным именем. Такой порядок был выбран потому, что в манге упоминаются реальные исторические деятели реставрации Мэйдзи, которых принято именовать в традиционном порядке. Чтобы избежать конфликтов, порядок именования одинаков у всех персонажей независимо от их реальности или вымышленности: Фамилия Имя.

### Химура Кэнсин
Химура Кэнсин (яп. 緋村 剣心) — главный герой, странствующий воин, вооружённый мечом с заточкой на обратной стороне. Кэнсин был одним из первых героев, созданных автором, и являлся весьма нетипичным персонажем для сёнэн-манги: в произведениях такого рода герой обычно активно развивается и с течением времени приобретает всё больше умений, силы и опыта. У Кэнсина же с самого начала имелись и сила, и опыт, что создавало автору дополнительные трудности в планировании повествования. Более того, ему 28 лет. По сюжету, в сравнительно мирную эпоху Мэйдзи Кэнсин даёт клятву никогда больше не убивать и начинает вести бродячую жизнь, помогая людям. Однако ему по-прежнему угрожают многочисленные враги, схватки с которыми вновь пробуждают в нём инстинкты убийцы. С помощью своих друзей и учителя Хико Сэйдзюро Кэнсин находит способ справиться с ними. В финале манги Кэнсин обретает душевный покой, женится на Каору и становится отцом её сына Кэндзи. В японской версии аниме его озвучивала Маё Судзукадзэ.

### Камия Каору
Камия Каору (яп. 神谷 薫) — объект любви и привязанности Кэнсина, молодая владелица токийского додзё и преподавательница кэндзюцу. Враги Кэнсина, желая спровоцировать его или причинить ему боль, нередко выбирают своей мишенью именно Каору, вынуждая бывшего хитокири приходить ей на помощь. На начальном этапе Вацуки не планировал развивать линию отношений Каору и Кэнсина, поскольку она не укладывалась в предположительно короткую мангу. Однако позже автор получил возможность продолжать произведение и в конце концов сделал своих персонажей семейной парой. В японской версии аниме Каору озвучивала Мики Фудзитани.

### Сагара Саносукэ
Сагара Сано́сукэ (яп. 相楽 左之助) — кулачный боец, со временем ставший лучшим другом Кэнсина, созданный последним из основных персонажей. Автор задумывал Саносукэ как горячего, вспыльчивого героя, способного встряхнуть склонного к печали Кэнсина и вывести его из этого состояния. По сюжету, Саносукэ является кулачным бойцом, которого нанимают, чтобы убить Кэнсина. Саносукэ проигрывает бой, но обнаруживает, что его противник духовно очень похож на погибшего Сагару Содзо, командира Сэкихотая, отряда, членом которого когда-то был Саносукэ. Он переходит на сторону Кэнсина и становится его другом и напарником в большей части битв, а в финале манги бежит из страны, спасаясь от преследования за нападение на правительственного чиновника, угрожавшего его семье. В японской версии аниме Саносукэ озвучивал Юдзи Уэда.

### Мёдзин Яхико
Мёдзин Яхико (яп. 明神 弥彦 Мё:дзин Яхико) — десятилетний сирота, карманный воришка, спасённый Кэнсином от якудзы. Будучи гордым и желая стать сильным, как его спаситель, Яхико начинает изучать кэндзюцу, тренируясь под руководством Камии Каору по настоянию Кэнсина. По мере развития сюжета он сталкивается с различными противниками, часто побеждая их, и к завершению манги превращается в достаточно мудрого и основательного молодого человека. Вацуки создал Яхико как отражение собственного юношеского опыта от тренировок по кэндо, а в финальной части манги на некоторое время сделал его основным персонажем, с которым читатели могли идентифицировать себя, пока Кэнсин в отчаянии переживал мнимую смерть Каору. В японской версии аниме Яхико озвучивала Миина Томинага.

### Такани Мэгуми
Такани Мэгуми (яп. 高荷 恵) — дочь известного доктора из Айдзу и сама способный врач. Вацуки утверждал, что изначально Мэгуми была второстепенной героиней, чьи короткие появления в повествовании были полезны только из-за её медицинских навыков, однако позже признал, что она сыграла важную роль в судьбе многих персонажей. По сюжету, Кэнсин, Саносукэ и Яхико спасают Мэгуми от Такэды Канрю, торговца опиумом. Мэгуми, будучи взрослой, кокетливой женщиной, пытается завоевать Кэнсина, действительно питая к нему чувства, чем доводит до исступления Камию Каору. По мере развития сюжета Мэгуми отказывается от своих притязаний и уступает Каору, видя как сильно та его любит, хотя продолжает испытывать к Кэнсину искреннюю благодарность за то, что он спас её от Канрю и продемонстрировал ценность жизни. В финале манги Мэгуми покидает Токио и отправляется в Айдзу, куда её приглашают работать. В японской версии аниме её озвучивала Мика Дои.

## Персонажи токийской части

### Хирума Кихэй и Гохэй
Хирума Кихэй (яп. 比留間 喜兵衛) и Хирума Гохэй (яп. 比留間 伍兵衛) — братья, пытавшиеся обманом захватить додзё Камии Каору. По словам Вацуки, братьями они стали потому, что он решил объединить их не по общности интересов, а по крови. В его представлении отрицательные герои делились на две категории: расчётливые и идущие напролом. Братья Хирума, по его мысли, представляли каждый одну из этих категорий. Кихэй хитростью втирается в доверие к Каору, а Гохэй совершает убийства, утверждая, что он принадлежит к её школе, и тем самым дискредитируя её. После поражения, нанесённого им Кэнсином, братья уговаривают Сагару Саносукэ убить Кэнсина, однако и этот план оказывается неуспешным. Позже братья перебираются в провинциальный город и становятся телохранителями босса якудзы, но терпят сокрушительное поражение от появившегося там Саносукэ. В аниме-версии Кихэй отсутствует, а Гохэя озвучивает Тэцуо Комура.

### Удо Дзинъэ
Удо Дзинъэ (яп. 鵜堂 刃衛 Удо: Дзинъэ) по прозвищу Курогаса (яп. 黒笠, Чёрная шляпа) — серийный убийца, избирающий своими жертвами чиновников правительства Мэйдзи и уничтожающий их, используя гипноз. Как утверждал Вацуки, прототипом этого персонажа изначально был Окада Идзо, один из реально существовавших хитокири, но окончательная версия персонажа слабо напоминала историческую модель. Курогаса получился сумасшедшим маньяком, находящим удовольствие исключительно в убийствах. По сюжету, Курогаса похищает Камию Каору и парализует её с помощью гипноза, так что она начинает задыхаться. Кэнсин, возвращаясь в состояние безжалостного хитокири, едва не убивает Курогасу, но Каору, сумев преодолеть гипноз, останавливает Кэнсина. Совершивший после этого самоубийство Курогаса, по мнению Вацуки, является единственным героем, проигравшим хладнокровному «баттосаю», но победившим мягкого «Кэнсина» с его клятвой никогда не убивать. В японской версии аниме Курогасу озвучивал Акио Оцука.

### Такэда Канрю
Такэда Канрю (яп. 武田 観柳 Такэда Канрю:) — преуспевающий бизнесмен, торгаш и наркоделец. Прообразом его послужил Такэда Канрюсай, реально существовавший командир пятого подразделения Синсэнгуми. Как утверждал Вацуки, в книгах о Синсэнгуми Такэда Канрюсай всегда изображался злодеем, и именно эта характеристика послужила образцом для Канрю. Тем не менее, автор считал его неудачным отрицательным персонажем. По сюжету, Канрю нанимает Синомори Аоси с четырьмя его подчинёнными в качестве личной охраны и заставляет Такани Мэгуми производить опиум для продажи. Кэнсин и его друзья, решив спасти Мэгуми, вторгаются в особняк Канрю и начинают сражение с охраной. Канрю осознаёт, что Аоси не признаёт в нём руководителя, и пытается избавиться от Аоси и Кэнсина одновременно, расстреляв их из пулемёта Гатлинга. Четверо подчинённых Аоси гибнут в попытке защитить своего командира, но их смерти помогают Кэнсину справиться с Канрю, которого позже арестовывает полиция. В японской версии аниме его озвучивал Нобуо Тобита.

### Сандзё Цубаме
Сандзё Цубаме (яп. 三条 燕 Сандзё: Цубаме) — скромная, тихая и застенчивая девочка-официантка из ресторана «Акабэко», куда устраивается подрабатывать и Мёдзин Яхико. Обнаружив, что злоумышленники принуждают Цубаме помогать им в готовящемся ограблении ресторана, Яхико заступается за девочку, и она отвечает ему привязанностью. По словам Вацуки, моделью для Цубаме послужила Сейлор Сатурн, героиня манги и аниме «Сейлор Мун». Автор считал, что мальчик должен совершать подвиги ради девочки, и Цубаме, таким образом, должна была служить поводом для действия со стороны Яхико. Что касается её дальнейшей судьбы, то по замыслу Вацуки Цубаме впоследствии должна была стать женой Яхико, а их сын по имени Синъя — противником Химуры Кэндзи, сына Кэнсина и Каору, однако эти планы не нашли отражения ни в одной из работ мангаки. В японской версии аниме Цубаме озвучивала Юри Сиратори.

### Исуруги Райдзюта
Исуруги Райдзюта (яп. 石動 雷十太 Исуруги Райдзю:та) — мечник, недовольный состоянием фехтования в эпоху Мэйдзи. Считая, что в стране образовалось слишком много слабых школ, он вынуждает их закрываться, побеждая их учителей. Райдзюта планирует возродить старые традиции фехтования, для чего ему требуется финансирование. Помощники Райдзюты инсценируют покушение на Цукаяму Ютаро, сына богатого торговца, а сам Райдзюта «спасает» мальчика и получает в своё распоряжение деньги благодарного отца. Райдзюта выглядит серьёзным противником, но после его столкновения с Кэнсином выясняется, что все его техники бесполезны и не обладают никакой силой, а сам он не знает, что такое убить человека. По словам Вацуки, Райдзюта был задуман как жестокий злодей, равный Кэнсину по интеллекту, но в результате превратился в труса, чем автор был очень недоволен. В аниме-версии, где Райдзюту озвучивал Рюно́сукэ Обаяси, история этого персонажа была несколько изменена: основным мотивом его действий служило желание сформировать «царство» японских мечников, начав с мятежной группы самураев из провинции Идзу.

### Цукаяма Ютаро
Цукаяма Ютаро (яп. 塚山 由太郎 Цукаяма Ютаро:) — ученик Исуруги Райдзюты. Как утверждал Вацуки, Ютаро должен был стать соперником Мёдзина Яхико и обладал сходными с ним чертами характера. По сюжету, он презирает своего отца-торговца и становится учеником Райдзюты, чтобы обрести дух воина. Ютаро восхищается своим учителем, однако тот ничему его не учит и в конце концов по неосторожности повреждает нервы и сухожилия на правой руке мальчика. Отец Ютаро забирает его в Германию для лечения. В финальной главе манги на стене додзё Камии Каору изображены таблички с именами Яхико и Ютаро, а также указанием их общей должности — инструктор. Из этого можно заключить, что Ютаро, вылечившись, вернулся в Японию и прошёл обучение у Каору. В аниме-версии, где этого персонажа озвучивала Маюми Танака, он возвращается в страну лишь на короткое время и вскоре отбывает в Европу, становясь учеником немецкого профессора медицины.

### Цукиока Цунан
Цукиока Цунан (яп. 月岡 津南) — товарищ Сагары Саносукэ, вместе с ним состоявший в Сэкихотае, а в эпоху Мэйдзи ставший художником. По сюжету, Цунан планирует взорвать государственные учреждения в Токио, желая отомстить правительству Мэйдзи за уничтожение Сэкихотая. Саносукэ соглашается ему помочь, однако их планам мешает Кэнсин. Цунан, осознав неправильность своих действий, поступает на работу в оппозиционную газету. Как утверждал Вацуки, Цунан был очень полезным для развития сюжета персонажем, так как он единственный из всех имел связи со средствами массовой информации. После краха заговора Цунан снабжает Саносукэ деньгами на дорогу в Киото и даёт ему несколько самодельных бомб, но больше никакого участия в повествовании не принимает. В аниме-версии, однако, Цунан появляется вновь и в качестве журналиста помогает расследовать странные события в Токио, связанные с магией фэн-шуй. Его озвучивает Хироси Янака.

### Сайто Хадзимэ
Сайто Хадзимэ (яп. 斎藤 一 Сайто: Хадзимэ) — один из основных противников Кэнсина, представленных в ходе повествования. Сайто — бывший командир третьего подразделения Синсэнгуми, отряда полиции Киото на службе правительственных сил сёгуната Токугава. С наступлением эпохи Мэйдзи Сайто взял себе новое имя и поступил на работу в токийскую полицию. Персонаж основан на реально существовавшем Сайто Хадзимэ, самурае эпохи Эдо, и вымышленная его биография в целом повторяет действительно имевшие место события. Тем не менее, автор адаптировал его характер и внешность для своих целей, так как в отличие от подавляющего большинства других исторических лиц, упоминающихся по ходу сюжета, Сайто принимает непосредственное участие в повествовании. По мысли Вацуки, Сайто безжалостен и руководствуется исключительно собственными понятиями о справедливости, которые выражаются в принципе «Аку Соку Дзан» (яп. 悪即斬, «Быстрая смерть злу»), утверждающем, что зло должно быть уничтожено, на чьей бы стороне оно ни стояло. Например, он жестоко расправляется с коррумпированным высокопоставленным чиновником. Сайто изначально был представлен в качестве заклятого врага Кэнсина, и автор нарисовал ему злодейское лицо. Тем не менее, на протяжении большей части сюжета Сайто действует скорее нейтрально по отношению к главному герою: он сотрудничает с Кэнсином, чтобы избавиться от Сисио Макото и Юкисиро Эниси, более опасных врагов, а в финале повествования отказывается от решающего поединка и исчезает из поля зрения Кэнсина. По словам Вацуки, он получил большое количество протестных писем от читателей, которым не понравился «адаптированный» образ Сайто; со временем, однако, популярность этого персонажа заметно выросла. В японской версии аниме его озвучивает Хиротака Судзуоки.

## Персонажи киотской части

### Онивабан-сю

Токийские Онивабан-сю (по часовой стрелке сверху): Сикидзё, Хання, Бэсими и Хёттоко

Онивабан-сю (яп. お庭番衆 Онивабансю:) — группа ниндзя и тайных агентов (яп. 隠密 оммицу). Отряд под названием Онивабан-сю действительно существовал при сёгунах Токугава; в его задачи входил сбор информации, шпионаж, а также охрана замка Эдо, сёгунской резиденции. По словам Вацуки, он решил ввести в повествование Онивабан-сю буквально в последнюю минуту, чтобы избежать описания скучных сражений Кэнсина с солдатами наркодельца Такэды Канрю. По версии манги, в эпоху Мэйдзи отряд был распущен, и многие его члены избрали себе мирные занятия. Те, кто обладал слишком странной, нестандартной внешностью или способностями, остались со своим командиром Синомори Аоси и со временем поступили на службу к Такэде. В Киото Онивабан-сю сохранили остатки своей некогда разветвлённой шпионской сети и в качестве прикрытия содержат ресторан под названием Аойя (яп. 葵屋).

#### Синомори Аоси
Синомори Аоси (яп. 四乃森 蒼紫) — командир Онивабан-сю. После стычки с Такэдой Канрю, в которой гибнут четверо подчинённых Аоси — Хання, Сикидзё, Бэсими и Хёттоко, — он становится одержим желанием присвоить им титул «сильнейших бойцов эпохи бакумацу», хотя бы и посмертно. Аоси обвиняет в их смерти Кэнсина и, чтобы отомстить ему, переходит на сторону Сисио Макото. Кэнсин убеждает Аоси в ошибочности и ненужности мести, после чего тот помогает Кэнсину справиться с Сисио., а позже раскрывает мнимую гибель Камии Каору от рук Юкисиро Эниси и помогает освободить её. По словам Вацуки, основой для Аоси послужил Хидзиката Тосидзо, заместитель командира Синсэнгуми, или, точнее, его специфическое изображение в некоторых исторических романах как человека, который убил в себе нежные чувства и похоронил слабости, но при этом страдал в глубине души. Вацуки отмечал, что Аоси получился очень человечным персонажем, но при этом и самым слабым психологически. В японской версии аниме его озвучивал Ёсито Ясухара.

#### Макимати Мисао
Макимати Мисао (яп. 巻町 操) — юная куноити. По словам Вацуки, Мисао около 16-ти лет, однако он специально рисовал её так, чтобы ей нельзя было дать больше 13-ти. Несмотря на советы выйти замуж и вести обычную для девушки жизнь, Мисао наотрез отказывается оставить искусство ниндзя. Она влюблена в Синомори Аоси и в одиночку предпринимает долгие, но безуспешные поиски после его ухода из Киото, встречая на обратном пути Химуру Кэнсина. Узнав, что Аоси перешёл на сторону Сисио Макото, Мисао объявляет себя главой Онивабан-сю и вместе с Камией Каору помогает Кэнсину справиться с одним из приспешников Сисио по имени Хондзё Каматари. Позже Мисао участвует в миссии по спасению Каору с островной базы Юкисиро Эниси, после чего вместе с Аоси возвращается в Киото. Как утверждал Вацуки, он создавал Мисао настолько жизнерадостной, насколько это было возможно, и она получилась похожей наполовину на Каору, наполовину на Мёдзина Яхико. Что касается внешности Мисао, то Вацуки намеренно нарисовал ей длинные волосы, заплетённые в косу, сочтя, что такая причёска хорошо передаёт движение. По словам Вацуки, Мисао была его любимой героиней, действующей так, будто она действительно живая и не зависит от решений автора, но тем не менее, он чувствовал, что в Мисао ему не удалось полностью воплотить образ сильной и самостоятельной женщины. В японской версии аниме её озвучивала Томо Сакураи.

#### Окина
Касивадзаки Нэндзи (яп. 柏崎 念至), известный также как Окина (яп. 翁, букв. «пожилой, заслуженный человек, старец») — престарелый ниндзя, глава киотских Онивабан-сю, некогда бывший претендентом на место командира отряда, но уступивший эту позицию Синомори Аоси. Несмотря на возраст, Окина сохраняет здравый ум, твёрдую память и интерес к молодым девушкам. Используя свою шпионскую сеть, Окина помогает Кэнсину разыскать нескольких важных для него людей. Используя свою шпионскую сеть, Окина помогает Кэнсину разыскать нескольких важных для него людей. Окина пытается убить Аоси, узнав, что тот присоединился к Сисио Макото, но проигрывает поединок и едва не умирает от ран. По словам Вацуки, у него не было чёткого представления о том, каким должен быть этот персонаж, и он создал образ старого вояки, который, тем не менее, обладает довольно мягким характером и способен указать молодому поколению на ошибки. В японской версии аниме Окину озвучивал Коити Китамура.

### Хико Сэйдзюро
Хико Сэйдзюро XIII (яп. 比古 清十郎 十三代 Хико Сэйдзю:ро: Дзю:сандай) — последний хранитель стиля Хитэн Мицуруги. По сюжету, Хико спасает от бандитов маленького Кэнсина и берёт его в ученики, но через несколько лет Кэнсин покидает своего учителя и принимает участие в восстании против Токугавского сёгуната. Хико выказывает крайнее недовольство поведением ученика, считая, что тот не сумеет самостоятельно разобраться в противоречиях окружающего мира. Рассудив, что ему нет дела до людей и их бед, Хико уединяется на одной из горных вершин в окрестностях Киото, зарабатывая на жизнь гончарным мастерством. Там его и находит Кэнсин, которого Хико обучает финальной технике стиля Хитэн Мицуруги и предлагает титул нового хранителя — Хико Сэйдзюро XIV — со всеми сопутствующими регалиями, одной из которых является плащ весом в 10 кан (37,5 кг), носимый для тренировки мышц. После того, как Кэнсин отказывается от титула, Хико в качестве последнего одолжения бывшему ученику помогает его друзьям из Онивабан-сю отстоять Аойю в сражении с приспешниками Сисио, победив великана Фудзи. Как заявлял Вацуки, разрабатывать сюжет с участием Хико было трудным делом, так как сила и способности этого персонажа делали его подобным джокеру в колоде карт: он был сильнее всех и легко справлялся с любыми затруднениями. При слове «учитель» Вацуки представлял себе крайне бесцеремонного и саркастичного человека, поэтому Хико оказался сполна наделён этими качествами. Кроме того, Вацуки неоднократно изображал его пьющим сакэ, в том числе и в одиночестве; по словам автора, это вовсе не означало, что Хико пьяница, а служило для подчёркивания его мужественности. В японской версии аниме Хико озвучивал Сюити Икэда.

### Сисио Макото
Сисио Макото (яп. 志々雄 真実) — главный антагонист второй части манги. Сисио — бывший хитокири, сменивший Кэнсина в этой должности на службе у сторонников императора. В отличие от скромного Кэнсина, Сисио был честолюбив и жаждал власти; империалисты, видя, что он знает слишком много тёмных секретов нового правительства, сочли за лучшее избавиться от него.
Он пережил попытку казни, в процессе которой был облит маслом и подожжён. Из-за обширных ожогов он вынужден постоянно носить бинты, придающие ему вид мумии, а температура его тела намного превышает нормальную. Сисио хладнокровен, безжалостен и руководствуется принципом «выживает сильнейший»; он неоднократно повторяет: «В конечном итоге, в этом мире сильные едят слабых. Сильные выживают, слабые погибают» (яп. 所詮この世は弱肉強食。強ければ生き弱ければ死ぬ。 Сёсэн коно ё ва дзяку-нику-кё:-сёку. Цуёкэрэба ики ёвакэрэба сину.) Правительство Мэйдзи он рассматривает как недостаточно сильное, чтобы эффективно управлять страной, и готовит государственный переворот, чтобы поставить Японию под свой контроль. Сисио погибает в поединке с Кэнсином, несмотря на своё мастерство мечника: из-за нарушенной терморегуляции его температура поднимается до отметки столь высокой, что кровь начинает испаряться, а тело самовоспламеняется и сгорает дотла. После смерти Сисио попадает в ад и намеревается свергнуть его правителя, Эмму. По словам Вацуки, Сисио был одним из его любимых персонажей в манге, поскольку представлял собой идеал яркого и амбициозного злодея, а также представлял негативные качества самого автора. Своим стремлением к разрушению и безрассудностью Сисио отчасти обязан образу Сэридзавы Камо, одного из первых командиров Синсэнгуми, а умом и хитростью — персонажу игры Samurai Shodown. В японской версии аниме Сисио озвучивал Масанори Икэда.

### Группа Сисио Макото

#### Комагата Юми
Комагата Юми (яп. 駒形 由美) — бывшая ойран, куртизанка высокого ранга из эдоского «весёлого квартала» Ёсивара. От правительства Мэйдзи её отвратила позиция, которую заняли чиновники по отношению к проституции. Юми полюбила Сисио Макото, и её чувства не остались без ответа. Таким образом, она присоединилась к заговорщикам, планировавшим свергнуть новое правительство. Юми погибает от руки Сисио в ходе его поединка с Кэнсином: Сисио намеренно наносит ей смертельную рану, тем же ударом раня и Кэнсина. Юми умирает счастливой, зная, что оказалась полезной Сисио в его самой важной битве. По словам Вацуки, изначально он создавал Юми как красивую и сексуальную женщину для главного злодея, и этим её роль в повествовании исчерпывалась. Однако впоследствии развитие её характера удивило даже самого автора, который не ожидал, что Юми окажется столь верной и преданной своему мужчине. В качестве модели для рисования Вацуки использовал героиню игры Darkstalkers по имени Морриган, обращая внимание на то, что подобных женщин нужно рисовать очень аккуратно, чтобы избежать вульгарных поз. В японской версии аниме Юми озвучивает Канако Ириэ.

#### Дзюппонгатана
Дзюппо́нгатана́ (яп. 十本刀, «Десять клинков») — группа приспешников Сисио Макото, помогающих ему осуществить планы по захвату страны и свержению правительства Мэйдзи. Группа состоит в основном из бойцов, владеющих разнообразными боевыми искусствами. По словам Вацуки, многих персонажей Дзюппонгатаны ему помогали придумывать ассистенты, среди которых были, в частности, Эйитиро Ода («One Piece») и Хироюки Такэи («Shaman King»). Вацуки считал, что приспешники Сисио не должны были хорошо выглядеть, за единственным исключением в виде Сэты Содзиро, однако признавал, что ему не удалось реализовать эту свою задумку полностью. В процессе работы над мангой автору стало казаться, что «Десять клинков» — слишком много, и лучше было бы остановиться на шести или семи.

##### Садодзима Ходзи
Садодзима Ходзи (яп. 佐渡島 方治 Садодзима Хо:дзи) — один из наиболее приближённых людей Сисио, бывший чиновник, разуверившийся в способности правительства Мэйдзи контролировать страну. Ходзи не владеет никакими боевыми искусствами, но хорошо стреляет и является талантливым организатором — настолько, что, отвечая за снабжение всей группировки, находит способ приобрести у китайских мафиози огромный боевой корабль. Ходзи фанатично предан Сисио и после смерти последнего совершает самоубийство в тюрьме. В загробной жизни Ходзи встречается с погибшими Сисио и Юми, по-прежнему намереваясь следовать за своим господином, планирующим завоевать ад. Вацуки создавал Садодзиму Ходзи не как личность, но как административную позицию в организации. Сначала он был просто глуповатым человеком, который всему удивлялся, но потом вырос до второго лица в организации и стал одним из любимых персонажей Вацуки, поскольку, единственный из всех отрицательных героев, проявлял патриотизм и искренне заботился о стране. В японской версии аниме Ходзи озвучивал Хироси Такахаси.

##### Сэта Содзиро
Сэта Содзиро (яп. 瀬田 宗次郎 Сэта Со:дзиро:) — правая рука Сисио, молодой убийца, постоянно улыбающийся, очень вежливый и не проявляющий никаких эмоций. Содзиро был незаконным ребёнком, и его семья плохо обращалась с ним, заставляя выполнять тяжёлую работу и избивая за каждую провинность. Содзиро терпел побои с неизменной улыбкой, так что членам семьи в конце концов надоедало бить его. В одну из ночей Содзиро стал свидетелем того, как сбежавший из-под охраны Сисио убивает преследовавших его полицейских. Заметив улыбку Содзиро, Сисио пощадил жизнь нежелательного свидетеля в обмен на бинты и продукты, а затем посвятил его в свою философию о выживании сильнейших и дал ему вакидзаси (короткий меч). Семья Содзиро, заподозрив, что он приютил беглого преступника, решила убить незаконного ребёнка и выдать Сисио властям, возложив на него вину за убийство. Однако Содзиро, защищаясь, зарезал всех членов семьи и вместе с Сисио покинул город, впоследствии обучившись владению мечом и став опасным бойцом, сильнейшим из Дзюппонгатаны. В решающем бою с Кэнсином Содзиро проигрывает, так как его чувства, давно подавленные, вырываются наружу. После смерти Сисио Содзиро скрывается от властей и по примеру Кэнсина отправляется в долгое странствие, пытаясь найти жизненную истину самостоятельно. Содзиро был весьма популярен среди читателей манги, заняв первое место в рейтинге лучших противников Кэнсина. По словам Вацуки, основой для этого персонажа послужил образ командира первого подразделения Синсэнгуми Окиты Содзи, отражённый в историческом романе Рётаро Сибы «Синсэнгуми кэппуроку» (яп. 新選組血風録, «Записи о кровопролитиях Синсэнгуми»). Так как Окита умер молодым, многие читатели волновались, что Содзиро повторит его судьбу, однако Вацуки с самого начала решил, что его персонаж будет жить. По мнению автора, это было необходимо, чтобы Содзиро смог начать жизнь заново. В японской версии аниме Содзиро озвучивала Норико Хидака.

##### Уонума Усуй
Уонума Усуй (яп. 魚沼 宇水) — слепой фехтовальщик, в прошлом служивший сёгунату, но потерявший зрение в битве против Сисио. Вместо зрения он приобрёл сверхчеловеческий слух, позволяющий ему улавливать изменения сердечного ритма окружающих людей и сокращения их мышц, таким образом определяя их эмоциональное состояние и предсказывая поведение. Использует в бою тимбэй. Усуй присоединяется к Сисио при условии, что сможет попытаться убить последнего в любое время, если предоставится возможность. Сайто Хадзимэ замечает, что глубоко в душе Усуй понимает свою неспособность справиться с Сисио, но тщательно скрывает этот факт и вместо Сисио жестоко убивает тех, кто слабее его. Усуй погибает в бою с Сайто.
Сэйю: Сё Рюдзандзи

##### Юкюдзан Андзи
Юкюдзан Андзи (яп. 悠久山 安慈 Ю:кю:дзан Андзи) — буддийский монах-воин, присоединившийся к Сисио по причине ненависти к правительству Мэйдзи, которое в 1871 году фактически санкционировало антибуддийские чистки. Андзи лишился дома и потерял пятерых детей-сирот, о которых заботился в своём храме. Несмотря на ненависть к правительству, Андзи сохраняет милосердие и избегает жестокости. Он обучает Сагару Саносукэ кулачному приёму под названием Футаэ но Кивами (яп. 二重の極み), не зная, что тот является союзником Кэнсина. Позже Саносукэ побеждает Андзи в бою, используя улучшенную версию этого приёма. После смерти Сисио Андзи сдаётся полиции, которая приговаривает его к 25-ти годам заключения на Хоккайдо.
Сэйю: Ясуёси Хара

##### Савагэдзё Тё
Савагэдзё Тё (яп. 沢下条 張 Савагэдзё: Тё:), известный также как «Тё — охотник за мечами» (яп. 刀狩の張 катана-гари но Тё:) — член Дзюппонгатаны, чьим увлечением является коллекционирование редких и необычных мечей. Он имеет очень спокойный и независимый внешний вид, и обычно держит один глаз закрытым, открывая его только в пылу сражения. В японской версии аниме и манги он разговаривает на кансайском диалекте. Желая заполучить меч работы известного кузнеца Араи Сякку, Тё является к его сыну, Араи Сэйку, и требует отдать ему этот меч, угрожая в противном случае убить маленького сына Сэйку Иори, однако терпит поражение от Кэнсина. Тё попадает в тюрьму и соглашается стать информатором и шпионом полиции под началом Сайто Хадзимэ в обмен на свободу. Он сообщает Кэнсину и его друзьям о судьбе всех членов Дзюппонгатаны после смерти Сисио Макото. Далее варианты аниме и манги расходятся: в аниме Тё пытается атаковать врага Кэнсина, Амакусу Сёго, но проигрывает бой; в манге он в качестве работника полиции помогает собирать информацию о Юкисиро Эниси.
Сэйю: Синъити Фукумото

##### Хондзё Каматари
Хондзё Каматари (яп. 本条 鎌足 Хондзё: Каматари) — боец, сражающийся тяжёлым оружием, сильно увеличенное кусаригама. Каматари одевается как женщина и с большой точностью имитирует женскую внешность, хотя биологически является мужчиной. Он гомосексуален и испытывает глубокую любовь к Сисио, но знает, что его никогда не будут любить так, как Комагату Юми, или считать столь же полезным и талантливым, как Сэту Содзиро. После смерти Сисио Каматари думает о том, чтобы совершить самоубийство, но от этого намерения его отговаривает Савагэдзё Тё.
Сэйю: Дзюнко Такэути

##### Карива Хэнъя
Карива Хэнъя (яп. 刈羽 蝙也) — очень худой, небольшого роста боец, с помощью широкого плаща способный планировать на противников сверху, используя силу взрыва динамитных шашек, чтобы подняться в воздух. После смерти Сисио Хэнъя переходит на сторону правительства Мэйдзи в качестве шпиона и использовал своё мастерство, чтобы с высоты разглядывать чужие территории.
Сэйю: Хидэси Такэмото

##### Ивамбо
Ивамбо (яп. 夷腕坊 Ивамбо:) — огромный и толстый силач с необычайно упругой кожей, которую не берёт никакое оружие. Он очень глуп и, помимо ухмылок, мало на что способен. В третьей части манги, однако, сообщается, что Ивамбо на самом деле был механической куклой, управляемой кукловодом по имени Гэйн, который создаёт более совершенного и более опасного Ивамбо для Юкисиро Эниси, помогая тому отомстить Кэнсину.
Сэйю: Норито Ясима

##### Сайдзути
Сайдзути (яп. 才槌) — хитрый большеголовый старик, манипулирующий великаном Фудзи. Не владея боевыми искусствами, Сайдзути является хорошим оратором и старается подорвать боевой дух врагов, разъясняя им, почему они не могут одержать победу в битве с Фудзи и им самим. После смерти Сисио Сайдзути переходит на сторону правительства Мэйдзи в качестве работника министерства иностранных дел и дипломата.
Сэйю: Икуо Нисикава

##### Фудзи
Фудзи (яп. 不二) — человек гигантского роста, великан, которого, несмотря на его кроткий нрав, окружающие очень боялись, гнали и однажды чуть не убили. Его подобрал старик Сайдзути, сделавший из него бойца огромной силы. Сайдзути убедил великана в том, что своей спасённой жизнью тот обязан именно ему, и таким образом находится перед ним в неоплатном долгу. Хико Сэйдзюро легко побеждает Фудзи, но щадит его, увидя в нём душу настоящего мечника, а не демона или монстра. Впоследствии правительство Мэйдзи отправляет Фудзи на остров Хоккайдо — обрабатывать землю и в случае войны защищать северные границы страны.
Сэйю: Унсё Исидзука

## Персонажи части Дзинтю

### Юкисиро Томоэ
Юкисиро Томоэ (яп. 雪代 巴) — первая жена Кэнсина, погибшая от его собственной руки. Томоэ была старшей дочерью бедного самурая, мелкого чиновника на службе сёгуната, проживавшего в Эдо. После смерти матери ей пришлось заботиться о своём младшем брате Эниси. Жених Томоэ, Киёсато Акира, отправился в Киото, нанялся телохранителем к высокопоставленному сёгунскому должностному лицу и был убит Кэнсином, который, как хитокири, выполнял своё задание. После смерти Акиры Томоэ покинула родной дом и попала в Киото, где позволила завербовать себя в группу заговорщиков и шпионов, чьей целью было убийство Кэнсина. Томоэ должна была сблизиться с Кэнсином и докладывать шпионам о его слабостях, которые помогли бы уничтожить его. Ей удалось приблизиться к Химуре — он постепенно полюбил её, и, когда в Киото начались гонения на империалистов, вместе с ней бежал из города. Но и Томоэ влюбилась в Кэнсина, и, попытавшись спасти его от рук заговорщиков, отправилась к ним, чтобы убедить их не убивать его. Однако её план потерпел неудачу, и она превратилась в приманку для Кэнсина, который отправился выручать её. Все заговорщики были убиты Кэнсином или бежали, но их предводитель оказался сильнее прочих, и бой с ним едва не стоил Кэнсину жизни. Во время поединка Томоэ бросилась и встала между ними, закрыв Кэнсина собой, но он, будучи ослеплён болью, не заметил её и нанёс смертельный удар и своему противнику, и ей. Умирающая Томоэ прочертила на щеке Кэнсина новый шрам, пересекающий тот, что был оставлен ранее мечом убитого Киёсато Акиры, её бывшего жениха.

### Шестеро товарищей

Пятеро из шестерых товарищей; по часовой стрелке сверху: Кудзиранами, Яцумэ, Бандзин, Гэин и Отова

Шестеро товарищей (яп. 六人の同志 Рокунин но до:си) — группа, организованная Юкисиро Эниси, участники которой хотят отомстить Кэнсину за убийства, совершённые им во время бакумацу.

#### Юкисиро Эниси
Юкисиро Эниси (яп. 雪代 縁) — младший брат Юкисиро Томоэ, первой жены Кэнсина. Его мать умерла во время родов, поэтому Томоэ заменила ему мать. Во время поисков сестры сотрудничал с сёгунскими шпионами. Поседел в детстве, увидев убийство своей сестры Кэнсином. После смерти сестры попал в Шанхай, где добрался до самой верхушки местной мафии, проявив необычайную жестокость и начав с убийства своих богатых опекунов. Спустя тринадцать лет Эниси вернулся в Японию, чтобы отомстить Кэнсину за смерть сестры. Эниси собрал группу из пяти человек, желающих мести и воздаяния Кэнсину за преступления, совершённые им во время бакумацу, и решил превратить его жизнь в ад, уничтожив всё, что ему было дорого. Эниси инсценировал смерть Каору, похитив её и увезя на остров, где располагалась его база. Убить Каору он не сумел, поскольку видел в любой молодой женщине свою сестру и не мог заставить себя причинить ей вред. Эниси крайне силён в атаке, но его защита слаба. Он физически сильнее Кэнсина как мечник, но слабее его психологически. Также Эниси можно увидеть в 6 OVA.

#### Кудзиранами Хёго
Кудзиранами Хёго (яп. 鯨波兵庫 Кудзиранами Хё:го) — однорукий человек гигантского роста. В ходе войны Босин встретился с Кэнсином в битве при Уэно и потерял руку в поединке с ним. Кэнсин ответил отказом на просьбу Хёго убить его, после чего тот, считая, что его лишили возможности достойно умереть, присоединяется к Юкисиро Эниси, чтобы отомстить за своё бесчестье. Отсутствующую руку Хёго заменяет пушкой и разрушает несколько домов в Токио, после чего попадает под арест, но бежит из тюрьмы. Получив вместо пушки автоматический гранатомёт, он исступлённо принимается разрушать город в поисках Кэнсина. Мёдзин Яхико задерживает Хёго до появления Кэнсина, который срубает пулемёт с руки Хёго. Яхико убеждает последнего в том, что ненависть не приносит ничего хорошего, после чего Хёго признаёт себя неправым и сдаётся властям. Прототипом внешнего вида Кудзиранами Хёго послужил Апокалипсис, персонаж комикса «Люди Икс».

#### Гэин
Гэин (яп. 外印) — мастер-кукольник, создающий кукол из мёртвых человеческих тел и способный управлять ими. Гэин делает куклу Ивамбо для Сисио Макото, а позже присоединяется к Юкисиро Эниси, поскольку желает придумывать новые технологии создания кукол и испытывать свои творения, а войны считает двигателем прогресса. Для Эниси Гэин создаёт куклу, изображающую Камию Каору, чтобы ввести в заблуждение Кэнсина и заставить его думать, что Каору погибла от руки Эниси. После похорон этой куклы под видом Каору, Гэин отправляется на кладбище, чтобы забрать своё создание, но попадает в ловушку, устроенную Синомори Аоси, который догадался, что Каору жива. После того, как Гэин сообщает о местонахождении Каору, Аоси убивает его. Прототипом для этого персонажа послужил американский серийный убийца Эд Гин.

#### Отова Хёко
Отова Хёко (яп. 乙和 瓢湖 Отова Хё:ко) — боец, использующий большое количество тайных, хитро устроенных орудий убийства, которые спрятаны на его теле. Внешностью он напоминает женщину. Присоединяется к Юкисиро Эниси под предлогом мести за смерть друга по имени Накадзё, которого Кэнсин убил во время бакумацу, однако позже выясняется, что Отова примкнул к Эниси просто для развлечения. В ходе атаки на додзё семьи Камия Отова едва не убивает Мёдзина Яхико, но тому в конце концов удаётся победить более сильного противника. Позже Отову арестовывает полиция.

#### Инуи Бандзин
Инуи Бандзин (яп. 戌亥 番神) — кулачный боец, одетый в камуфляж. В годы бакумацу он был учеником Тацуми, лидера группы ниндзя, пытавшихся уничтожить Кэнсина. Бандзин присоединяется к Юкисиро Эниси под предлогом мести за убийство учителя, но истинные его мотивы заключаются в желании продемонстрировать всем, как он силён в драке, хотя вся его сила заключается в том, что он никогда не дерётся с людьми сильнее себя. Он носит на руках тэкко — металлические наручи, способные, по его утверждению, отразить всё, что угодно. Сагара Саносукэ побеждает Бандзина в драке, а позже его арестовывает полиция.

#### Яцумэ Мумёи
Яцумэ Мумёи (яп. 八ツ目 無名異 Яцумэ Мумё:и) — член древнего клана, занимавшегося добычей золота. Для большей эффективности работы участники клана удлиняли свои конечности, используя большое количество металлических колец. У Мумёи, последовавшего этой традиции, конечности в полтора раза длиннее обычного, а левая рука особенно длинная и снабжена металлическими когтями. Кроме того, все его зубы заточены и выглядят как клыки. В годы бакумацу Мумёи был участником группировки, пытавшейся убить Кэнсина, но был ранен и бежал с поля боя. Он присоединяется к Юкисиро Эниси, желая отомстить за поражение, однако не успевает добраться до Кэнсина, так как его быстро побеждает и арестовывает Сайто Хадзимэ. Моделью для внешности Мумёи был Веном, злодей из комиксов о Человеке-Пауке.

### Семья Хигасидани
Камисимомон Хигасидани (возраст:41) — отец Саносукэ Сагара. Проживает в небольшом городе Синсу. Занимается плетением соломенных шляп. По характеру очень похож на Сано, такой же взрывной, но в то же время дружелюбный. Любит решать проблемы при помощи кулаков. Обязательной частью его портрета является трубка. Презирает Сано за то, что тот ушёл из дома в Сэкихотай. Однако в конце главы вновь принимает своего «отверженного сына».
Юки Хигасидани (возраст:16) — младшая сестра Сано и старшая сестра Оты. Довольно-таки интересная личность: считает себя очень красивой и думает, что все драки в округе происходят из-за неё. Не узнав своего старшего брата относится к нему как к чужаку. Терпеть его не может за то, что тот назвал её «смешной чёлкой», но в конце когда Сагара уходит всё-таки понимает, что это её «братец Саносукэ». Позже вышивает на куртке своего брата такой же символ, как у Сано.
Ота Хигасидани (возраст:6) — младший брат Саносукэ и Юки, самый младший в семье. Стеснительный, не очень разговорчивый ребёнок. После слов Сано о том, что мужчина должен защищать свою семью и свою честь решает идти против Фудосавы, деревенского якудзы, который нанял Сагару для устранения Камисимомона. Вооружившись палками и молотками Ота пошёл за своим отцом, но тот вместе с Сано возвращает его домой. Через несколько лет приходит в школу Камия Касин в качестве ученика.

### Химура Кэндзи
Химура Кэндзи (яп. 緋村 剣路) — сын Камии Каору и Химуры Кэнсина. Маленький ребёнок Кэндзи впервые появляется в последней главе манги. В «Rurouni Kenshin: Seisou Hen», второй OVA, Кэндзи изображён подростком, очень похожим на отца, но испытывающим по отношению к нему сильнейшее негодование из-за уверенности, что Кэнсин, отправившись странствовать по Японии во второй раз, пренебрёг своей семьёй. Кэндзи отправляется в Киото, чтобы найти Хико Сэйдзюро, надеясь, что тот возьмёт его в ученики и передаст секреты стиля Хитэн Мицуруги. Обучение у Хико Кэндзи считает необходимым, чтобы превзойти силу отца и самому стать легендой. В это время Мёдзин Яхико, бывший ученик Каору, по её просьбе разыскивает Кэндзи и демонстрирует, насколько тот заблуждается относительно силы и величия своего отца. Яхико легко побеждает Кэндзи в бою и отдаёт ему сакабато, полученное когда-то от Кэнсина. Яхико надеется, что это поможет Кэндзи осознать, что сила его отца состояла не в способности убивать, а в понимании ценности жизни и самопожертвовании ради тех, кому нужна помощь.

## Исторические лица
В серии «Rurouni Kenshin» нередко упоминаются реальные исторические лица, жившие в начале периода Мэйдзи и принимавшие участие в формировании политической и социальной атмосферы Японии того времени. Большая часть их, за исключением Сайто Хадзимэ, практически не оказывает самостоятельного влияния на развитие повествования. Тем не менее, в сюжете манги они оказываются связаны с основными персонажами и косвенно влияют на их судьбу и поступки.
- Сагара Содзо — командир Сэкихотая, отряда политических экстремистов, поддерживавших императора. Был казнён правительством Мэйдзи по обвинению в мошенничестве наряду с несколькими другими офицерами Сэкихотая. По сюжету манги, Сагара Саносукэ был членом этого отряда, восхищался командиром Сагарой и долгое время испытывал чувство вины после его казни.
- Ямагата Аритомо — военный и политический деятель, дважды занимавший пост премьер-министра страны. По сюжету манги, он приглашает Химуру Кэнсина вернуться на службу к императору и занять правительственный пост, но Кэнсин отказывается.
- Окубо Тосимити — влиятельный государственный деятель периода Мэйдзи, министр внутренних дел, считающийся одним из основателей современной Японии. Был убит в 1878 году группой недовольных самураев из княжества Сацума под предводительством Симады Итиро. Манга адаптирует эти события: по её сюжету, министра убивает Сэта Содзиро, один из доверенных людей Сисио Макото.
- Кавадзи Тосиёси[яп.] — политик, заложивший основы современной японской полицейской системы. По сюжету манги является помощником Окубо Тосимити и непосредственным начальником Сайто Хадзимэ.
- Такасуги Синсаку — командир Кихэйтая, крестьянского ополчения княжества Тёсю, куда хотел поступить Кэнсин после того, как покинул своего учителя Хико Сэйдзюро.
- Кацура Когоро — один из основных лидеров реставрации Мэйдзи, вместе с Сайго Такамори и Окубо Тосимити составлявший «Тройку благородных людей» (яп. 維新の三傑 Исин но санкэцу). По сюжету манги, впечатлившись боевыми навыками Кэнсина, которые тот демонстрирует при вступлении в Кихэйтай, Кацура предлагает ему должность хитокири, наёмного убийцы на стороне империалистов. Кэнсин соглашается и некоторое время работает на Кацуру в этом качестве.
- Окита Содзи — командир первого отряда Синсэнгуми. Появляется в манге и первой OVA в воспоминаниях Кэнсина. Окита является прообразом Содзиро Сэты, но в некоторых главах появляется отдельно.

## Реакция критиков
Персонажи серии заслужили как похвал, так и критики со стороны рецензентов. Отмечалось, что разнообразие героев с проработанными историями и зачастую противоречивыми характерами вызывает у читателя интерес и сопереживание их судьбам. Особо были отмечены истории создания всех значительных героев, которые Нобухиро Вацуки помещал после некоторых глав манги. Существовали, однако, и другие взгляды: так, одна из обозревательниц замечала, что действия героев почти полностью определяются их прошлыми историями, отчего персонажи не получают развития «в настоящем времени» и становятся предсказуемыми. Другие рецензенты указывали, что некоторые герои, особенно отрицательные, странны, нелепы и просто не вписываются в атмосферу Японии XIX века. Наконец, высказывалось мнение, что большое количество персонажей является недостатком, поскольку читатель не в состоянии запомнить их всех.
Внешность персонажей, в отличие от развития их характеров, получила в основном положительные отзывы. Манера рисунка Вацуки оценивалась как профессиональная, причём отмечалось, что качество рисунка со временем улучшилось. Один из рецензентов утверждал, что по внешности того или иного героя можно определить, кто из них более значим для сюжета, и хвалил автора за огромную работу, которую тот должен был проделать, разрабатывая внешний вид для большого количества персонажей. Даже юмористические сцены, в которых герои обретали специфический «супердеформированный» вид, не портили общей картины. Однако были и недостатки — к концу манги Вацуки чрезмерно упростил рисунок.
Что касается Химуры Кэнсина, главного героя манги и аниме-экранизаций, то его фигура является основой и стержнем всей серии. Без Кэнсина, по мнению одного из критиков, и сюжет, и истории второстепенных героев, и наполненные философским содержанием битвы потеряют всякую привлекательность и лишатся смысла. Существовали мнения, что Кэнсин заметнее и популярнее многих других героев известных сёнэн-произведений, современных «Бродяге Кэнсину», таких как Наруто Удзумаки («Наруто»), Йо Асакура («Shaman King»), Ичиго Куросаки («Блич») и Инуяся («InuYasha»).